# Eulophia tenella
Eulophia tenella är en orkidéart som beskrevs av Heinrich Gustav Reichenbach. Eulophia tenella ingår i släktet Eulophia och familjen orkidéer. Inga underarter finns listade i Catalogue of Life.